# Gabriel Peñate Rodríguez
Gabriel Peñate Rodríguez (La Esmeralda, 27 de setembro de 1957) é um sacerdote guatemalteco e Vigário Apostólico Emérito de Izabal.
O Bispo de Jalapa, Miguel Ángel García y Aráuz, ordenou-o sacerdote em 18 de dezembro de 1984.
O Papa João Paulo II o nomeou Vigário Apostólico de Izabal e Bispo Titular de Succuba em 21 de maio de 2004. Foi ordenado bispo pelo Bispo de Jalapa, Julio Edgar Cabrera Ovalle, em 14 de agosto do mesmo ano; Os co-consagradores foram Bruno Musarò, Núncio Apostólico na Guatemala, e Luis María Estrada Paetau OP, Vigário Apostólico Emérito de Izabal. Ele renunciou ao cargo em 26 de julho de 2011 por motivos de saúde.